# Pierre Bourganel
Pierre Bourganel est un homme politique français né le 18 février 1850 à Pommiers (Loire) où il est décédé le 13 juin 1926.
Propriétaire agriculteur, il est maire de Pommiers en 1876, conseiller général en 1877. Député de la Loire de 1885 à 1889, siégeant à l'Union des gauches, et sénateur de la Loire de 1895 à 1920. Il s'intéresse surtout aux questions locales.

## Sources
- « Pierre Bourganel », dans Adolphe Robert et Gaston Cougny, Dictionnaire des parlementaires français, Edgar Bourloton, 1889-1891 [détail de l’édition]
- « Pierre Bourganel », dans le Dictionnaire des parlementaires français (1889-1940), sous la direction de Jean Jolly, PUF, 1960 [détail de l’édition]